# Scherma ai Giochi della XV Olimpiade - Fioretto a squadre maschile
La competizione del fioretto a squadre maschile  di scherma ai Giochi della XV Olimpiade si tenne i giorni 23 e 24 luglio 1952 ai campi da tennis di Espoo presso Helsinki.

## Risultati

### 1º Turno
Si è disputato il 21 luglio. Cinque gruppi, le prime due squadre classificate accedevano ai quarti di finale.

#### Gruppo 1
Classifica
| Pos. | Nazione  | Vittorie | VI | SI | Incontri            | Incontri          | Incontri        | Incontri |
| Pos. | Nazione  | Vittorie | VI | SI | Ungheria (bandiera) | Belgio (bandiera) | Saar (bandiera) |          |
| ---- | -------- | -------- | -- | -- | ------------------- | ----------------- | --------------- | -------- |
| 1    | Ungheria | 1        | 15 | 1  | X                   | ND                | 15-1            |          |
| 1    | Belgio   | 1        | 9  | 3  | ND                  | X                 | 9-3             |          |
| 3    | Saar     | 0        | 4  | 24 | 1-15                | 3-9               | X               |          |

Incontri
| Atleti (Vittorie individuali)                                                | Nazione             | VT | VT | Nazione         | Atleti (Vittorie individuali)                                       |
| ---------------------------------------------------------------------------- | ------------------- | -- | -- | --------------- | ------------------------------------------------------------------- |
| Endre Palócz (4), Tibor Berczelly (3) Endre Tilli (4), Aladár Gerevich (4)   | Ungheria (bandiera) | 15 | 1  | Saar (bandiera) | Ernst Rau (0), Walter Brödel (0) Karl Bach (0), Günther Knödler (1) |
| Pierre Van Houdt (2), André Verhalle (2) Alex Bourgeois (3), Paul Valcke (2) | Belgio (bandiera)   | 9  | 3  | Saar (bandiera) | Ernst Rau (1), Walter Brödel (0) Karl Bach (2), Günther Knödler (0) |

#### Gruppo 2
Classifica
| Pos. | Nazione          | Vittorie | VI | SI | Incontri          | Incontri             | Incontri                    | Incontri |
| Pos. | Nazione          | Vittorie | VI | SI | Egitto (bandiera) | Argentina (bandiera) | Unione Sovietica (bandiera) |          |
| ---- | ---------------- | -------- | -- | -- | ----------------- | -------------------- | --------------------------- | -------- |
| 1    | Egitto           | 1        | 9  | 4  | X                 | ND                   | 9-4                         |          |
| 1    | Argentina        | 1        | 8  | 8  | ND                | X                    | 8-8                         |          |
| 3    | Unione Sovietica | 0        | 12 | 17 | 4-9               | 8-8                  | X                           |          |

Incontri
| Atleti (Vittorie individuali)                                                    | Nazione              | VT     | VT     | Nazione                     | Atleti (Vittorie individuali)                                        |
| -------------------------------------------------------------------------------- | -------------------- | ------ | ------ | --------------------------- | -------------------------------------------------------------------- |
| Fulvio Galimi (3), José Rodríguez (1) Eduardo Sastre (1), Félix Galimi (3)       | Argentina (bandiera) | 8 (65) | 8 (54) | Unione Sovietica (bandiera) | Ivan Komarov (1), German Bokun (1) Yulen Uralov (2), Mark Midler (4) |
| Mahmoud Younes (2), Osman Abdel Hafeez (3) Salah Dessouki (3), Hassan Tawfik (1) | Egitto (bandiera)    | 9      | 4      | Unione Sovietica (bandiera) | Ivan Komarov (0), German Bokun (1) Yulen Uralov (2), Mark Midler (1) |

#### Gruppo 3
Classifica
| Pos. | Nazione       | Vittorie | VI | SI | Incontri          | Incontri                 | Incontri             | Incontri |
| Pos. | Nazione       | Vittorie | VI | SI | Italia (bandiera) | Gran Bretagna (bandiera) | Venezuela (bandiera) |          |
| ---- | ------------- | -------- | -- | -- | ----------------- | ------------------------ | -------------------- | -------- |
| 1    | Italia        | 1        | 9  | 0  | X                 | ND                       | 9-0                  |          |
| 1    | Gran Bretagna | 1        | 14 | 2  | ND                | X                        | 14-2                 |          |
| 3    | Venezuela     | 0        | 2  | 23 | 0-9               | 2-14                     | X                    |          |

Incontri
| Atleti (Vittorie individuali)                                                         | Nazione                  | VT | VT | Nazione              | Atleti (Vittorie individuali)                                                           |
| ------------------------------------------------------------------------------------- | ------------------------ | -- | -- | -------------------- | --------------------------------------------------------------------------------------- |
| René Paul (4), Luke Wendon (3) John Emrys Lloyd (4), Raymond Paul (3)                 | Gran Bretagna (bandiera) | 14 | 2  | Venezuela (bandiera) | Giovanni Bertorelli (0), Nelson Nieves (0) Juan Kavanagh (0), Gustavo Gutiérrez (2)     |
| Giancarlo Bergamini (2), Antonio Spallino (2) Manlio Di Rosa (3), Giorgio Pellini (2) | Italia (bandiera)        | 9  | 0  | Venezuela (bandiera) | Augusto Gutiérrez (0), Giovanni Bertorelli (0) Juan Kavanagh (0), Gustavo Gutiérrez (0) |

#### Gruppo 4
Classifica
| Pos. | Nazione   | Vittorie | VI | SI | Incontri          | Incontri           | Incontri             | Incontri |
| Pos. | Nazione   | Vittorie | VI | SI | Svezia (bandiera) | Francia (bandiera) | Australia (bandiera) |          |
| ---- | --------- | -------- | -- | -- | ----------------- | ------------------ | -------------------- | -------- |
| 1    | Svezia    | 1        | 13 | 3  | X                 | ND                 | 13-3                 |          |
| 1    | Francia   | 1        | 9  | 0  | ND                | X                  | 9-0                  |          |
| 3    | Australia | 0        | 3  | 22 | 3-13              | 0-9                | X                    |          |

Incontri
| Atleti (Vittorie individuali)                                                      | Nazione            | VT | VT | Nazione              | Atleti (Vittorie individuali)                                         |
| ---------------------------------------------------------------------------------- | ------------------ | -- | -- | -------------------- | --------------------------------------------------------------------- |
| Rolf Magnusson (2), Sven Fahlman (3) Nils Rydström (4), Bo Knud Arvid Eriksson (4) | Svezia (bandiera)  | 13 | 3  | Australia (bandiera) | Charles Stanmore (0), John Fethers (2) Jock Gibson (1), Ivan Lund (0) |
| Christian d'Oriola (3), Jacques Lataste (2) Jéhan Buhan (2), Claude Netter (2)     | Francia (bandiera) | 9  | 0  | Australia (bandiera) | Charles Stanmore (0), John Fethers (0) Jock Gibson (0), Ivan Lund (0) |

#### Gruppo 5
Classifica
| Pos. | Nazione     | Vittorie | VI | SI | Incontri            | Incontri               | Incontri           | Incontri |
| Pos. | Nazione     | Vittorie | VI | SI | Germania (bandiera) | Stati Uniti (bandiera) | Romania (bandiera) |          |
| ---- | ----------- | -------- | -- | -- | ------------------- | ---------------------- | ------------------ | -------- |
| 1    | Germania    | 1        | 10 | 6  | X                   | ND                     | 10-6               |          |
| 1    | Stati Uniti | 1        | 9  | 7  | ND                  | X                      | 9-7                |          |
| 3    | Romania     | 0        | 13 | 19 | 6-10                | 7-9                    | X                  |          |

Incontri
| Atleti (Vittorie individuali)                                                | Nazione                | VT | VT | Nazione            | Atleti (Vittorie individuali)                                               |
| ---------------------------------------------------------------------------- | ---------------------- | -- | -- | ------------------ | --------------------------------------------------------------------------- |
| Willy Fascher (0), Kurt Wahl (4) Norman Casmir (3), Julius Eisenecker (3)    | Germania (bandiera)    | 10 | 6  | Romania (bandiera) | Andrei Vîlcea (1), Ilie Tudor (1) Nicolae Marinescu (1), Vasile Chelaru (3) |
| Silvio Giolito (2), Harold Goldsmith (1) Albert Axelrod (4), Nate Lubell (2) | Stati Uniti (bandiera) | 9  | 7  | Romania (bandiera) | Andrei Vîlcea (3), Ilie Tudor (2) Nicolae Marinescu (1), Vasile Chelaru (1) |

### Quarti di finale
Si sono disputati il 21 luglio. Tre gruppi, le prime due squadre classificate accedevano alle semifinali

#### Gruppo 1
Classifica
| Pos. | Nazione | Vittorie | VI | SI | Incontri          | Incontri          | Incontri          | Incontri |
| Pos. | Nazione | Vittorie | VI | SI | Egitto (bandiera) | Italia (bandiera) | Svezia (bandiera) |          |
| ---- | ------- | -------- | -- | -- | ----------------- | ----------------- | ----------------- | -------- |
| 1    | Egitto  | 1        | 10 | 6  | X                 | ND                | 10-6              |          |
| 1    | Italia  | 1        | 9  | 1  | ND                | X                 | 9-1               |          |
| 3    | Svezia  | 0        | 7  | 19 | 6-10              | 1-9               | X                 |          |

Incontri
| Atleti (Vittorie individuali)                                                            | Nazione           | VT | VT | Nazione           | Atleti (Vittorie individuali)                                                      |
| ---------------------------------------------------------------------------------------- | ----------------- | -- | -- | ----------------- | ---------------------------------------------------------------------------------- |
| Mahmoud Younes (4), Mohamed Ali Riad (2) Salah Dessouki (1), Osman Abdel Hafeez (3)      | Egitto (bandiera) | 10 | 6  | Svezia (bandiera) | Nils Rydström (2), Rolf Magnusson (1) Sven Fahlman (1), Bo Knud Arvid Eriksson (2) |
| Giancarlo Bergamini (3), Antonio Spallino (3) Edoardo Mangiarotti (2), Renzo Nostini (1) | Italia (bandiera) | 9  | 1  | Svezia (bandiera) | Nils Rydström (0), Rolf Magnusson (0) Sven Fahlman (1), Bo Knud Arvid Eriksson (0) |

#### Gruppo 2
Classifica
| Pos. | Nazione       | Vittorie | VI | SI | Incontri           | Incontri          | Incontri                 | Incontri |
| Pos. | Nazione       | Vittorie | VI | SI | Francia (bandiera) | Belgio (bandiera) | Gran Bretagna (bandiera) |          |
| ---- | ------------- | -------- | -- | -- | ------------------ | ----------------- | ------------------------ | -------- |
| 1    | Francia       | 1        | 9  | 2  | X                  | ND                | 9-2                      |          |
| 1    | Belgio        | 1        | 9  | 7  | ND                 | X                 | 9-7                      |          |
| 3    | Gran Bretagna | 0        | 9  | 18 | 2-9                | 7-9               | X                        |          |

Incontri
| Atleti (Vittorie individuali)                                                 | Nazione            | VT | VT | Nazione                  | Atleti (Vittorie individuali)                                        |
| ----------------------------------------------------------------------------- | ------------------ | -- | -- | ------------------------ | -------------------------------------------------------------------- |
| Pierre Van Houdt (2), André Verhalle (1) Édouard Yves (3), Paul Valcke (3)    | Belgio (bandiera)  | 9  | 7  | Gran Bretagna (bandiera) | René Paul (4), Luke Wendon (0) Harry Cooke (1), John Emrys Lloyd (2) |
| Jacques Noël (3), Adrien Rommel (2) Claude Netter (2), Christian d'Oriola (2) | Francia (bandiera) | 9  | 2  | Gran Bretagna (bandiera) | René Paul (1), Allan Jay (0) Raymond Paul (1), John Emrys Lloyd (0)  |

#### Gruppo 3
Classifica
| Pos. | Nazione     | Vittorie | VI | SI | Incontri            | Incontri             | Incontri               | Incontri            |
| Pos. | Nazione     | Vittorie | VI | SI | Ungheria (bandiera) | Argentina (bandiera) | Stati Uniti (bandiera) | Germania (bandiera) |
| ---- | ----------- | -------- | -- | -- | ------------------- | -------------------- | ---------------------- | ------------------- |
| 1    | Ungheria    | 2        | 31 | 17 | X                   | 7-9                  | 10-6                   | 14-2                |
| 2    | Argentina   | 2        | 27 | 21 | 9-7                 | X                    | 7-9                    | 11-5                |
| 3    | Stati Uniti | 2        | 25 | 23 | 6-10                | 9-7                  | X                      | 10-6                |
| 4    | Germania    | 0        | 13 | 35 | 2-14                | 5-11                 | 6-10                   | X                   |

Incontri
| Atleti (Vittorie individuali)                                                | Nazione                | VT | VT | Nazione                | Atleti (Vittorie individuali)                                                 |
| ---------------------------------------------------------------------------- | ---------------------- | -- | -- | ---------------------- | ----------------------------------------------------------------------------- |
| Nate Lubell (3), Byron Krieger (0) Albert Axelrod (4), Daniel Bukantz (3)    | Stati Uniti (bandiera) | 10 | 6  | Germania (bandiera)    | Siegfried Rossner (1), Julius Eisenecker (2) Kurt Wahl (2), Norman Casmir (1) |
| José Rodríguez (3), Fulvio Galimi (3) Félix Galimi (2), Eduardo Sastre (1)   | Argentina (bandiera)   | 9  | 7  | Ungheria (bandiera)    | Endre Palócz (2), József Sákovics (1) Aladár Gerevich (1), Endre Tilli (3)    |
| Endre Palócz (2), Lajos Maszlay (2) Endre Tilli (3), Aladár Gerevich (3)     | Ungheria (bandiera)    | 10 | 6  | Stati Uniti (bandiera) | Nate Lubell (2), Silvio Giolito (0) Albert Axelrod (3), Daniel Bukantz (1)    |
| José Rodríguez (3), Fulvio Galimi (2) Félix Galimi (4), Santiago Massini (2) | Argentina (bandiera)   | 11 | 5  | Germania (bandiera)    | Willy Fascher (0), Norman Casmir (2) Kurt Wahl (1), Julius Eisenecker (2)     |
| Endre Palócz (3), Lajos Maszlay (4) Endre Tilli (3), Aladár Gerevich (4)     | Ungheria (bandiera)    | 14 | 2  | Germania (bandiera)    | Willy Fascher (0), Kurt Wahl (1) Norman Casmir (1), Julius Eisenecker (0)     |
| Nate Lubell (2), Daniel Bukantz (3) Albert Axelrod (2), Byron Krieger (2)    | Stati Uniti (bandiera) | 9  | 7  | Argentina (bandiera)   | José Rodríguez (1), Fulvio Galimi (3) Fulvio Galimi (1), Santiago Massini (2) |

### Semifinali
Si sono disputate il 22 luglio. Due gruppi, le prime due squadre classificate accedevano al girone finale.

#### Gruppo 1
Classifica
| Pos. | Nazione       | Vittorie | VI | SI | Incontri            | Incontri          | Incontri                 | Incontri |
| Pos. | Nazione       | Vittorie | VI | SI | Ungheria (bandiera) | Italia (bandiera) | Gran Bretagna (bandiera) |          |
| ---- | ------------- | -------- | -- | -- | ------------------- | ----------------- | ------------------------ | -------- |
| 1    | Ungheria      | 1        | 11 | 5  | X                   | ND                | 11-5                     |          |
| 1    | Italia        | 1        | 9  | 1  | ND                  | X                 | 9-1                      |          |
| 3    | Gran Bretagna | 0        | 6  | 20 | 5-11                | 1-9               | X                        |          |

Incontri
| Atleti (Vittorie individuali)                                                           | Nazione             | VT | VT | Nazione           | Atleti (Vittorie individuali)                                                |
| --------------------------------------------------------------------------------------- | ------------------- | -- | -- | ----------------- | ---------------------------------------------------------------------------- |
| Endre Palócz (4), Lajos Maszlay (1) Endre Tilli (3), Aladár Gerevich (3)                | Ungheria (bandiera) | 11 | 5  | Belgio (bandiera) | Gustave Balister (2), Pierre Van Houdt (0) Paul Valcke (2), Édouard Yves (1) |
| Giancarlo Bergamini (3), Giorgio Pellini (3) Edoardo Mangiarotti (2), Renzo Nostini (1) | Italia (bandiera)   | 9  | 1  | Belgio (bandiera) | Gustave Balister (0), André Verhalle (0) Alex Bourgeois (0), Paul Valcke (1) |

#### Gruppo 2
Classifica
| Pos. | Nazione   | Vittorie | VI | SI | Incontri           | Incontri          | Incontri             | Incontri |
| Pos. | Nazione   | Vittorie | VI | SI | Francia (bandiera) | Egitto (bandiera) | Argentina (bandiera) |          |
| ---- | --------- | -------- | -- | -- | ------------------ | ----------------- | -------------------- | -------- |
| 1    | Francia   | 1        | 9  | 2  | X                  | ND                | 9-2                  |          |
| 1    | Egitto    | 1        | 9  | 7  | ND                 | X                 | 9-7                  |          |
| 3    | Argentina | 0        | 9  | 18 | 2-9                | 7-9               | X                    |          |

Incontri
| Atleti (Vittorie individuali)                                                       | Nazione            | VT | VT | Nazione              | Atleti (Vittorie individuali)                                                |
| ----------------------------------------------------------------------------------- | ------------------ | -- | -- | -------------------- | ---------------------------------------------------------------------------- |
| Mahmoud Younes (2), Mohamed Ali Riad (3) Salah Dessouki (1), Osman Abdel Hafeez (3) | Egitto (bandiera)  | 9  | 7  | Argentina (bandiera) | José Rodríguez (2), Santiago Massini (1) Fulvio Galimi (1), Félix Galimi (3) |
| Jacques Lataste (3), Jacques Noël (1) Claude Netter (2), Christian d'Oriola (3)     | Francia (bandiera) | 9  | 2  | Argentina (bandiera) | José Rodríguez (1), Eduardo Sastre (1) Fulvio Galimi (0), Félix Galimi (0)   |

### Girone finale
Si è disputato il 22 luglio. 
Classifica
| Pos.    | Nazione  | Vittorie | VI | SI | Incontri           | Incontri          | Incontri            | Incontri          |
| Pos.    | Nazione  | Vittorie | VI | SI | Francia (bandiera) | Italia (bandiera) | Ungheria (bandiera) | Egitto (bandiera) |
| ------- | -------- | -------- | -- | -- | ------------------ | ----------------- | ------------------- | ----------------- |
| Oro     | Francia  | 3        | 35 | 11 | X                  | 8-6               | 12-4                | 15-1              |
| Argento | Italia   | 2        | 34 | 12 | 6-8                | X                 | 13-3                | 15-1              |
| Bronzo  | Ungheria | 1        | 16 | 31 | 4-12               | 3-13              | X                   | 9-6               |
| 4       | Egitto   | 0        | 8  | 39 | 1-15               | 1-15              | 6-9                 | X                 |

Incontri
| Atleti (Vittorie individuali)                                                         | Nazione             | VT | VT | Nazione             | Atleti (Vittorie individuali)                                                           |
| ------------------------------------------------------------------------------------- | ------------------- | -- | -- | ------------------- | --------------------------------------------------------------------------------------- |
| Giancarlo Bergamini (4), Antonio Spallino (4) Manlio Di Rosa (2), Giorgio Pellini (3) | Italia (bandiera)   | 13 | 3  | Ungheria (bandiera) | Lajos Maszlay (0), Tibor Berczelly (1) József Sákovics (0), Aladár Gerevich (2)         |
| Jacques Lataste (3), Adrien Rommel (4) Jéhan Buhan (4), Jacques Noël (4)              | Francia (bandiera)  | 15 | 1  | Egitto (bandiera)   | Mohamed Zulficar (0), Hassan Tawfik (0) Mohamed Ali Riad (1), Osman Abdel Hafeez (0)    |
| Renzo Nostini (3), Antonio Spallino (4) Manlio Di Rosa (4), Edoardo Mangiarotti (4)   | Italia (bandiera)   | 15 | 1  | Egitto (bandiera)   | Mohamed Zulficar (1), Hassan Tawfik (0) Salah Dessouki (0), Mahmoud Younes (0)          |
| Claude Netter (1), Jacques Noël (3) Jéhan Buhan (4), Christian d'Oriola (4)           | Francia (bandiera)  | 12 | 4  | Ungheria (bandiera) | József Sákovics (0), Tibor Berczelly (1) Aladár Gerevich (2), Endre Tilli (1)           |
| Lajos Maszlay (1), Endre Palócz (2) Aladár Gerevich (2), Endre Tilli (4)              | Ungheria (bandiera) | 9  | 6  | Egitto (bandiera)   | Salah Dessouki (3), Mohamed Ali Riad (1) Osman Abdel Hafeez (1), Mahmoud Younes (1)     |
| Adrien Rommel (2), Christian d'Oriola (4) Jacques Noël (1), Jacques Lataste (1)       | Francia (bandiera)  | 8  | 6  | Italia (bandiera)   | Giancarlo Bergamini (3), Renzo Nostini (1) Edoardo Mangiarotti (2), Giorgio Pellini (0) |